# Hysteriales
Hysteriales é uma ordem de fungos da classe Dothideomycetes, subclasse Pleosporomycetidae. Consiste de uma única família, Hysteriaceae. Os membros desta ordem, produzem estruturas sexuais alongadas, frequentemente com forma de bote e aberturas tipo fenda (histerotécios). No entanto, as espécies que apresentam este tipo de estrutura são muito diversas. Comparações baseadas em sequenciação de ADN, indicam que as espécies com histerotécios não partilham um só ancestral, pelo que é possível encontrar espécies com histerotécios em várias ordens de fungos. A mais recente definição da ordem baseia-se em diferenças na sequenciação de ADN e uma combinação de caracteres morfológicos.